# Petina (Velika Gorica)
 Petina  falu Horvátországban Zágráb megyében. Közigazgatásilag Velika Goricához tartozik.

## Fekvése
Zágráb központjától 10 km-re délkeletre, községközpontjától 5 km-re északra, a zágrábi repülőtér közelében, az A3-as autópálya mellett fekszik.

## Története
1857-ben 124, 1910-ben 164 lakosa volt. Trianon előtt Zágráb vármegye Nagygoricai járásához tartozott.  2001-ben 218 lakosa volt.

## Lakosság
| Lakosság változása | Lakosság változása | Lakosság változása | Lakosság változása | Lakosság változása | Lakosság változása | Lakosság változása | Lakosság változása | Lakosság változása | Lakosság változása | Lakosság változása | Lakosság változása | Lakosság változása | Lakosság változása | Lakosság változása |
| ------------------ | ------------------ | ------------------ | ------------------ | ------------------ | ------------------ | ------------------ | ------------------ | ------------------ | ------------------ | ------------------ | ------------------ | ------------------ | ------------------ | ------------------ |
| 1857               | 1869               | 1880               | 1890               | 1900               | 1910               | 1921               | 1931               | 1948               | 1953               | 1961               | 1971               | 1981               | 1991               | 2001               |
| 124                | 113                | 104                | 135                | 141                | 164                | 190                | 190                | 204                | 206                | 203                | 203                | 220                | 216                | 218                |

## Külső hivatkozások
- Velika Gorica hivatalos oldala
- Velika Gorica turisztikai egyesületének honlapja